# Morlon
Morlon är en ort och kommun i distriktet Gruyère i kantonen Fribourg, Schweiz. Kommunen hade 713 invånare (2023).